# Skerray Bay
Skerray Bay är en vik i Storbritannien. Den ligger i den norra delen av landet, 800 km norr om huvudstaden London.